# Le Pin-au-Haras

Le Pin-au-Haras este o comună în departamentul Orne, Franța. În 1 ianuarie 2022 avea o populație de 253 de locuitori.